# Seru Epenisa Cakobau
Ratu Seru Epenisa Cakobau, né vers 1817 et mort le 1er février 1883, était un chef fidjien de haut rang qui fut le premier roi des Fidji (Tui Viti). En 1852, après s'être converti au christianisme, il accéda au titre de Vunivalu (chef suprême) de l'île de Bau. Il se proclama roi de l'ensemble des Fidji, mais ne fut pas reconnu par les chefs des autres îles. En 1855, il écrasa une rébellion à Bau avec l'aide des troupes du roi chrétien des Tonga, George Tupou. Au cours des années qui suivirent, Cakobau mena une campagne d'unification militaire de l'archipel fidjien. Il obtint brièvement la création en 1865 d'une confédération de royaumes indépendants, dont il prit la tête, mais cette union se scinda en 1867. En 1871, avec le soutien des britanniques, il parvint à imposer la fondation d'un royaume fidjien dont il devient le monarque. Il établit sa capitale à Levuka, et gouverne avec une assemblée législative composée à la fois de fidjiens et de britanniques.
Presque immédiatement, il dut faire face à une demande des États-Unis qui, l'ayant officiellement reconnu comme souverain des Fidji, réclamèrent le versement de 44,000 $ (soit environ 846,000 $ de 2020) en dommages pour l'incendie criminel qui avait détruit la demeure du consul américain en 1849. Ne disposant pas des fonds nécessaires pour payer, et craignant que son pays ne soit annexé par les États-Unis, Cakobau offrit de céder les Fidji à l'Empire britannique. Fidji fut annexé par l'Empire avec la signature d'un Accord de Cession en 1874. Cakobau perdit le titre de Tui Viti qu'il transmit à la reine Victoria du Royaume-Uni, mais conserva les honneurs dus à un chef de haut rang, et l'essentiel de son autorité à Bau. Les autorités coloniales britanniques appliquèrent une politique de gouvernement indirect, s'appuyant sur l'aristocratie héréditaire fidjienne, et reconnurent l'essentiel des droits coutumiers des Fidjiens.
Cakobau décéda en 1883. Son arrière-petit-fils, Ratu Sir George Cakobau, fut gouverneur général des Fidji de 1973 à 1983. Son arrière-arrière-petit-fils porte son nom, Epenisa Cakobau, et devient Vunivalu à son tour en 2023.

## Biographie
Dans les années 1850, l'installation croissante d'Européens venus exploiter le coprah, aiguisèrent les appétits des puissances étrangères : le Royaume-Uni, qui nomma en 1858 un certain William Thomas Pritchard consul britannique auprès de Cakobau ; la France de Napoléon III, qui cherchait alors une île exploitable pour fonder un bagne, envoya sur place au début des années 1850 plusieurs navires de guerre. Son choix se porta finalement sur la Nouvelle-Calédonie ; les États-Unis, auprès desquels Cakobau s'était endetté en achat de fusils. En 1858 ceux-ci lui réclamèrent 45 000 dollars, le menaçant d'exil s'il n'honorait pas sa dette. Cakobau se tourna alors vers les Britanniques et leur consul Pritchard, à qui il proposa de céder 80 000 hectares de terre en échange du remboursement de sa dette. Après quatre années de tergiversations, Londres refusa finalement la proposition de Cakobau, doutant de sa véritable légitimité sur les terres proposées.

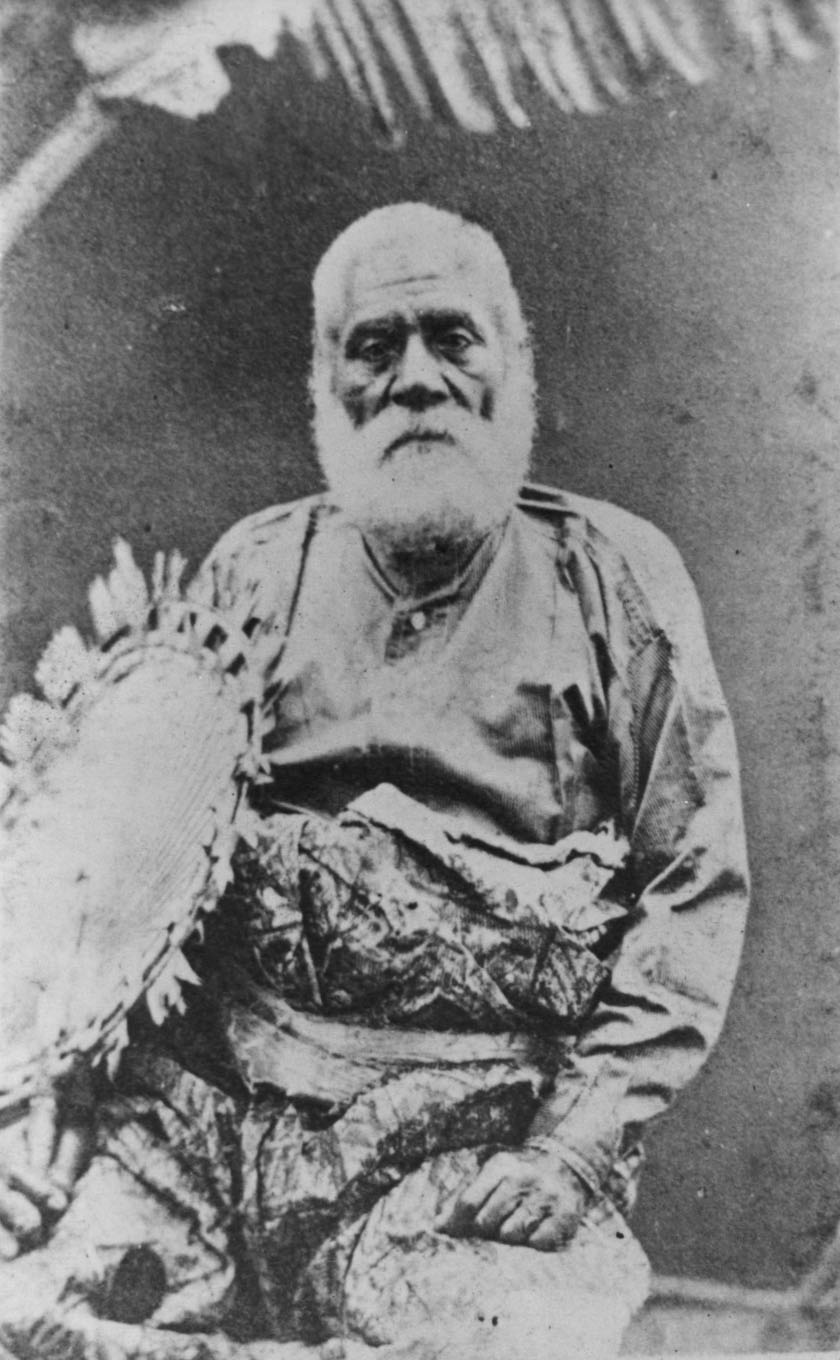
Photographie de Seru Epenisa Cakobau en 1869.

La guerre de Sécession américaine (1861 – 1865) et l'augmentation des prix du coton qui s'ensuivirent, accrut chez les Européens leur intérêt pour l'archipel où le climat favorable et l'abondance de terres offrait des opportunités pour cultiver cette plante. Cela entraîna une nouvelle vague de migrations, cette fois-ci essentiellement d'origine australienne et néo-zélandaise. Ces derniers employèrent pour travailler sur leur plantation des engagés salomonais et néo-hébridais (voir l'article blackbirding). Prenant une part de plus en plus active dans les affaires fidjiennes et souhaitant la mise en place d'un pouvoir fort et centralisé, ces colons papalagi réussirent en 1871 à convaincre Cakobau de promulguer une constitution de type monarchique avec pour capitale Levuka (île d'Ovalau). Cakobau fut nommé roi tandis que Maʻafu, qui régnait sur la confédération Lau, obtint le titre de vice-roi en échange de son ralliement. Parallèlement fut mis en place un système parlementaire bicaméral composé d'un nombre égal de Fidjiens et d'Européens.
Très vite, le régime dut néanmoins faire face à une opposition croissante de la part du consul britannique, qui voyait son influence sur Cakobau décliner au profit du pouvoir grandissant des colons, mais également d'un certain nombre de chefs fidjiens qui refusaient la suprématie de Cakobau auxquels tous y compris Maʻafu finirent par se rallier. À cela s'ajoutaient des conflits fonciers de plus en plus violents entre planteurs et Fidjiens. Face à cette anarchie croissante et afin de conserver ce qui lui restait de pouvoir, Cakobau se résolut en désespoir de cause à se tourner vers Londres. Le 10 octobre 1874 fut signé le « traité de Cession » entre la couronne britannique, représentée par le gouverneur de Nouvelle-Galles-du-Sud, Sir Hercules Robinson, le Tui Viti Cakobau, Maʻafu et 11 autres chefs fidjiens. En signe de soumission, Cakobau offrit à la reine Victoria sa massue de guerre.
Sir Hercules Robinson, qui était venu en 1874 signer le traité de cession, fut nommé gouverneur par intérim avant d'être remplacé l'année suivante par Sir Arthur Gordon. L'historiographie a conservé du personnage l'image d'un gouverneur éclairé quelque peu romantique, ayant sincèrement œuvré pour la défense des intérêts fidjiens. Pour faire cesser l'aliénation foncière des Fidjiens par des Européens à l'appétit grandissant, il fit ainsi voter en 1880 le « Native Lands Ordinance », loi par laquelle la vente de terres à des particuliers était désormais interdite, remplacée par un système de location dont le terme ne pouvait excéder 21 ans.

## Descendance

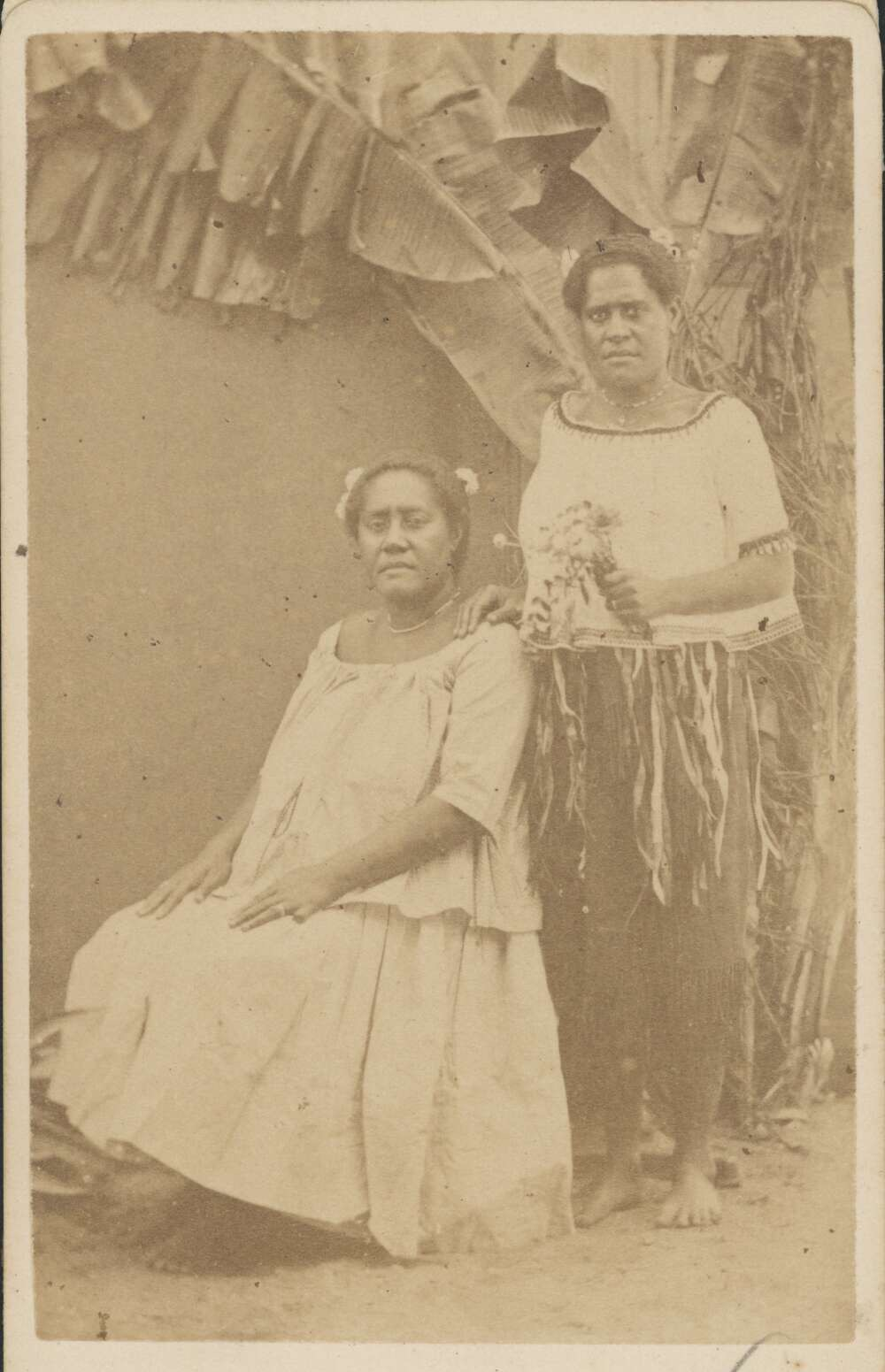
Les filles aînées de Cakobau : Arieta Kuila et Asenaca Kakua Vuikaba.

Marié à deux reprises, Cakobau eu 8 enfants : 
Avec Litia Samanunu :
- Adi Arieta Kuila ;
- Ratu Epeli Nailatikau ;
- Adi Asenaca Kakua Vuikaba ;
- Ratu Timoci Tavanavanua ;
- Ratu Josefa Celua.

Avec  Salote Qalirea Kaunilotuna :
- Ratu Sukuna Vana ;
- Ratu Viliame Bulu ;
- Adi Lusiana Qolikoro.

## Sources
- HUFFER, Élise, Grands Hommes et Petites Îles : La Politique extérieure de Fidji, de Tonga et du Vanuatu, Paris : Orstom, 1993,  (ISBN 2-7099-1125-6), p. 15-23
- JOLLY, Margaret, "Custom and the Way of the Land: Past and Present in Vanuatu and Fiji", in BOROFSKY, Robert (éd.), Remembrance of Pacific Pasts: An Invitation to Remake History, Honolulu : University of Hawai'i Press, 2000,  (ISBN 0-8248-2301-X), p. 348
- HEMPENSTALL, Peter, "Imperial manoeuvres", in K.R. HOWE, Robert C. KISTE & Brij V. LAL, Tides of History: The Pacific Islands in the Twentieth Century, Honolulu : University of Hawai'i Press, 1994,  (ISBN 0-8248-1597-1), p. 29-39
- LINNEKIN, Jocelyn, "New Political Orders", in DENOON, Donald & alii., The Cambridge History of the Pacific Islanders, Cambridge : Cambridge University Press, 2004 [1997],  (ISBN 0-521-00354-7), p. 185-216
- DENOON, Donald, MEIN-SMITH, Philippa & WYNDHAM, Marivic, A History of Australia, New Zealand and the Pacific, Oxford : Blackwell, 2002 [2000],  (ISBN 0-631-21873-4), p. 110